# بيرغ أم إيركل
بيرغ أم إيركل (بالألمانية: Berg am Irchel) هي إحدى بلديات مقاطعة أندلفينغن في كانتون زيورخ في سويسرا. تبلغ مساحتها 7.06 كيلومتر مربع، ويقدر عدد سكانها بـ 564 نسمة (حسب تعداد ديسمبر 2017).